# Кизилжар (Цілиноградський район)
Кизилжа́р (каз. Қызылжар) — село у складі Цілиноградського району Акмолинської області Казахстану. Входить до складу сільського округу Кабанбай-батира.
Населення — 807 осіб (2021; 521 у 2009, 293 у 1999, 283 у 1989).
Національний склад станом на 1989 рік:
- казахи — 100 %.

У радянські часи село називалось також Октябр.